# Mehrnbach
Mehrnbach osztrák község Felső-Ausztria Riedi járásában. 2021 januárjában 2348 lakosa volt.

## Elhelyezkedése

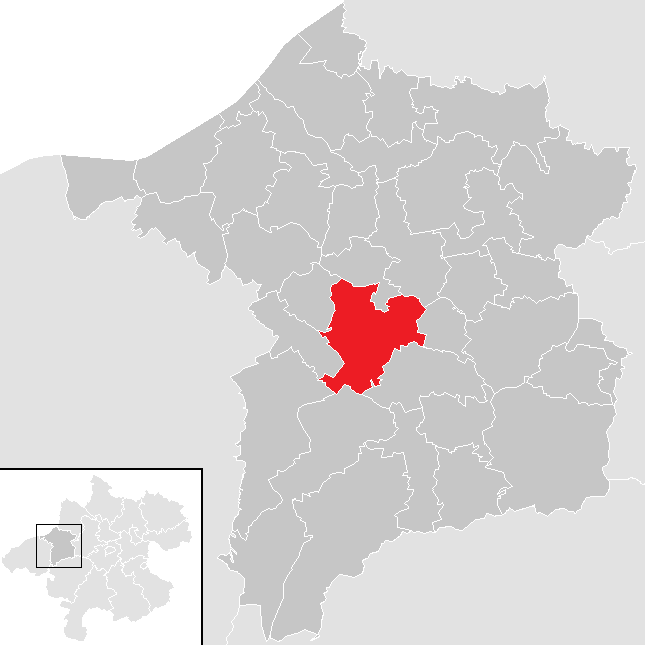
Mehrnbach a Ried im Innkreis-i járásban

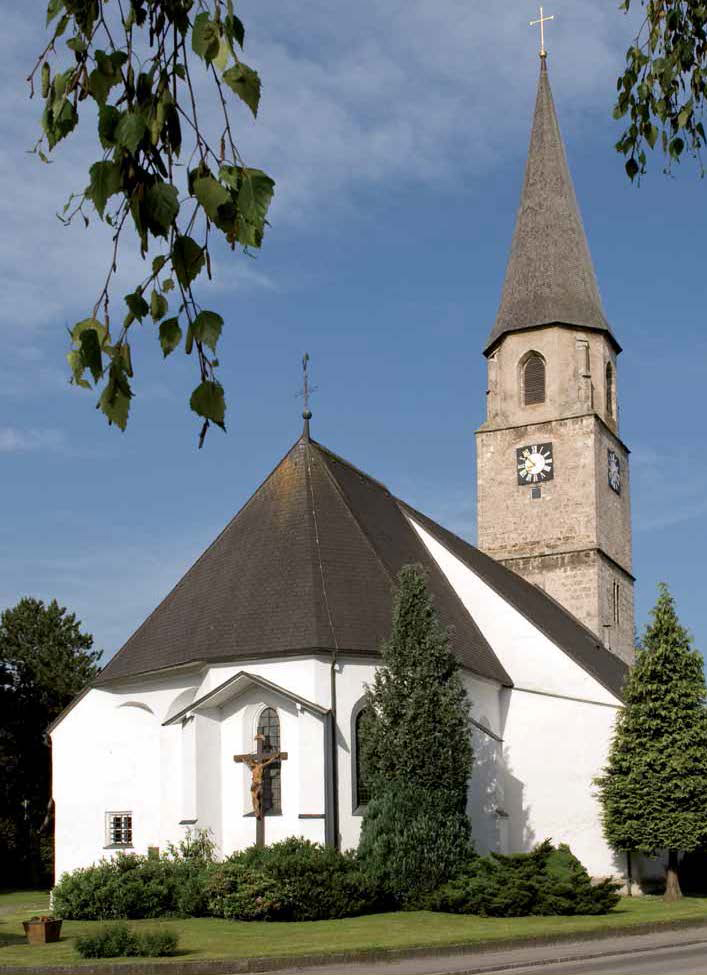
A Szt. Márton-plébániatemplom

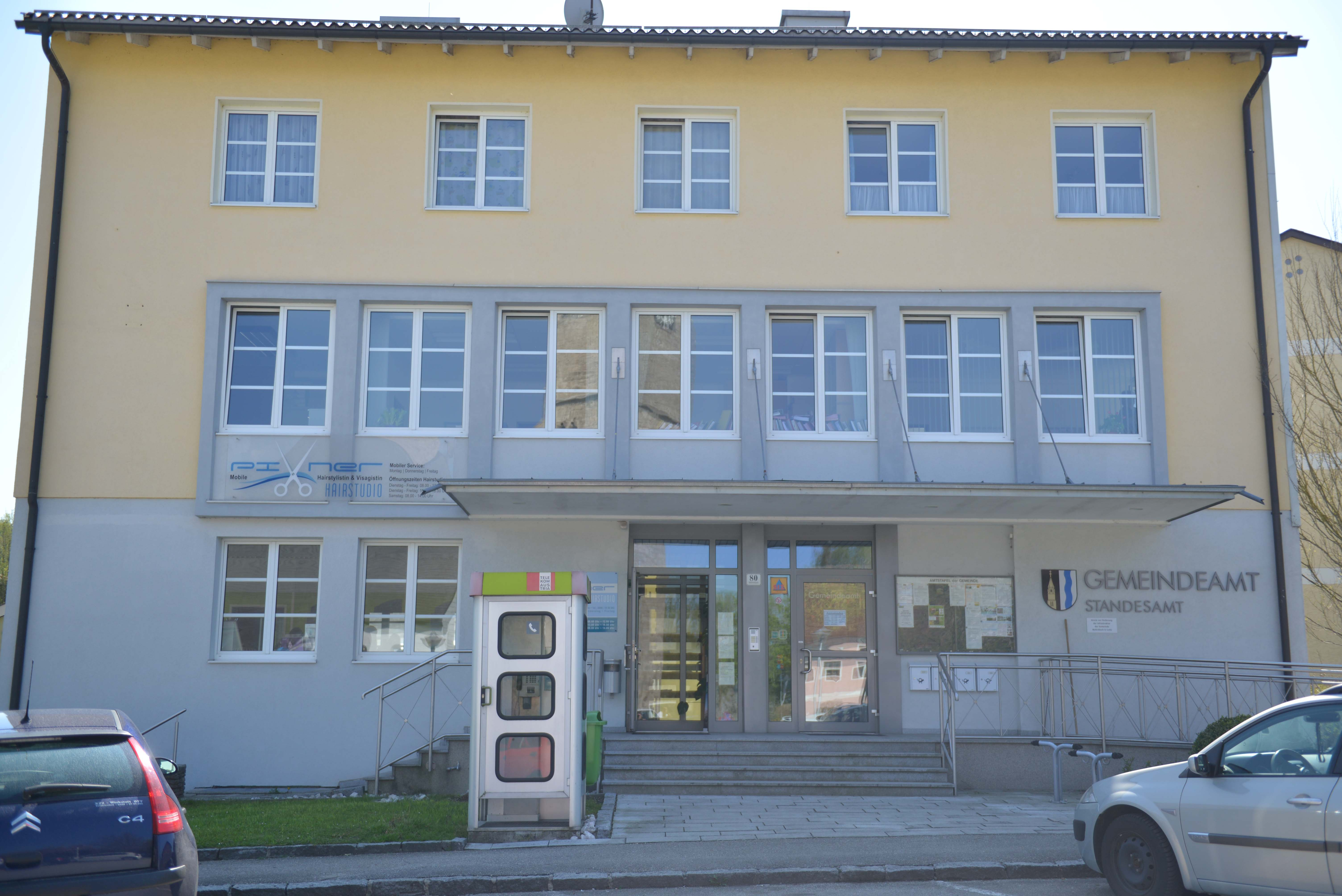
A községháza

Mehrnbach a tartomány Innviertel régiójában fekszik, az Innvierteli-dombságon, a Kretschbach patak mentén. Területének 16,6%-a erdő, 72,2% áll mezőgazdasági művelés alatt. Az önkormányzat 22 települést és településrészt egyesít: Abstätten (58 lakos 2021-ben), Aich (65), Asenham (79), Atzing (81), Aubach (100), Aubachberg (193), Baching (45), Bubesting (15), Dopplhub (29), Fritzging (62), Gigling (35), Käfermühl (102), Langdorf (77), Mehrnbach (997), Probenzing (40), Renetsham (125), Riegerting (37), Sieber (85), Steinbach (18), Stötten (31), Thaling (25) és Zimetsberg (49).
A környező önkormányzatok: északra Eitzing, északkeletre Aurolzmünster, keletre Ried im Innkreis, délkeletre Neuhofen im Innkreis, délre Lohnsburg am Kobernaußerwald, délnyugatra Mettmach, nyugatra Kirchheim im Innkreis, északnyugatra Wippenham.

## Története
Mehrbachot 526-ban alapították. Templomát 788-ban kezdték el építeni és 911-ben szentelték fel. Mint birtokot 1140-ben, faluként 1160-ban említik először. Rieddel közös egyházközsége a 14. században vált külön. A régió 1779-ig Bajorországhoz tartozott; ekkor a bajor örökösödési háborút lezáró tescheni béke Ausztriának ítélte az Innviertelt.
A napóleoni háborúk során egy kisebb összecsapásra (mehrnbachi csata) került itt sor az osztrák huszárok és franciák között, melyben az utóbbiak 54 embert vesztettek. 1805 októberében a franciák megszállták a falut; november 2-án a Riedbe tartó Napóleon is keresztüllovagolt Mehrnbachon. A napóleoni háborúk alatt a falu rövid időre visszatért a francia bábállam Bajországhoz, de 1816 után végleg Ausztriáé lett. 1814-ben az önállóságát háromszáz évvel korábban elvesztő Mehrnbach ismét saját egyházközséget kapott. A vasúti hálózatba 1870-ben kapcsolták be a községet. 1881-ben az addig Mehrnbachhoz tartozó Eitzing különvált a községtől.
Az első világháborúban 48 mehrnbachi vesztette életét. Az 1938-as Anschluss után a települést a Harmadik Birodalom Oberdonaui gaujába sorolták be. A második világháborút követően visszatért Felső-Ausztriához.

## Lakosság
A mehrnbachi önkormányzat területén 2021 januárjában 2348 fő élt. A lakosságszám 1961 óta gyarapodó tendenciát mutat. 2019-ben az ittlakók 91,8%-a volt osztrák állampolgár; a külföldiek közül 1,3% a régi (2004 előtti), 2,7% az új EU-tagállamokból érkezett. 3% az egykori Jugoszlávia (Szlovénia és Horvátország nélkül) vagy Törökország, 1,3% egyéb országok polgára volt. 2001-ben a lakosok 93,3%-a római katolikusnak, 1,5% evangélikusnak, 1% mohamedánnak, 2,6% pedig felekezeten kívülinek vallotta magát. Ugyanekkor 9 magyar élt a községben; a legnagyobb nemzetiségi csoportot a németek (96,6%) mellett a törökök alkották 0,6%-kal.
A népesség változása:

| 2016 | 2 320 |
| 2018 | 2 363 |

## Látnivalók
- a riegertingi kastély a 17. században épült
- a Szt. Márton-plébániatemplom.

## Fordítás
- Ez a szócikk részben vagy egészben  a   Mehrnbach című német Wikipédia-szócikk ezen változatának fordításán alapul.  Az eredeti cikk szerkesztőit annak laptörténete sorolja fel. Ez a jelzés csupán a megfogalmazás eredetét és a szerzői jogokat jelzi, nem szolgál a cikkben szereplő információk forrásmegjelöléseként.